# Malthinus aztecus
Malthinus aztecus es una especie de coleóptero de la familia Cantharidae.

## Distribución geográfica
Habita en México.